# جيسي فاولر
جيسي فاولر (بالإنجليزية: Jesse Fuller)‏ هو كاتب أغاني وموسيقي ومغني وفنان الشارع أمريكي، ولد في 12 مارس 1896 في جونزبورو في الولايات المتحدة، وتوفي في 29 يناير 1976 في أوكلاند في الولايات المتحدة.

## وصلات خارجية
- جيسي فاولر على موقع IMDb (الإنجليزية)
- جيسي فاولر على موقع ميوزك برينز (الإنجليزية)
- جيسي فاولر على موقع أول ميوزيك (الإنجليزية)
- جيسي فاولر على موقع ديسكوغز (الإنجليزية)